# 김수로 (배우)
김수로(본명: 김상중, 1970년 5월 7일 ~ )는 대한민국의 배우이다.

## 출연작

### 영화
- 2017년 《신과함께: 죄와 벌》 - 고양이소녀아버지 역 (우정출연, 첫 천만영화)
- 2014년 《민우씨 오는날》 - 김씨 역
- 2013년 《톱스타》 - 최강철 역
- 2012년 《나는 왕이로소이다》 - 황구 역
- 2012년 《점쟁이들》 - 박선생 역
- 2011년 《마이웨이》 - 마이크 남 역 (특별출연)
- 2011년 《Mr. 아이돌》 - 사희문 역
- 2011년 《로맨틱 헤븐》 - 송민규 역
- 2011년 《삼례여중축구부》 - 주연
- 2010년 《메가마인드》 - 메가마인드(한국어 목소리) 역
- 2010년 《죽지 않는 인간들의 밤》 - 주연
- 2010년 《고사 두 번째 이야기: 교생실습》 - 차 선생 역
- 2010년 《퀴즈왕》 - 이도엽 역
- 2010년 《주유소 습격 사건 2》 - 하레이 역 (특별출연)
- 2009년 《오감도》 - 형 / 봉찬운 역
- 2009년 《홍길동의 후예》 - 이정민 역
- 2009년 《국가대표》 - 보스 역 (우정출연)
- 2008년 《울학교 이티》 - 단순무식 체육선생, 천성근 역
- 2007년 《쏜다》 - 양철곤 역
- 2006년 《공필두》 - 하태곤 역 (특별출연)
- 2006년 《잔혹한 출근》 - 오동철 역
- 2006년 《흡혈형사 나도열》 - 나도열 역
- 2005년 《내 생애 가장 아름다운 일주일》 - 박성원 역
- 2005년 《간 큰 가족》 - 막내 아들 명규 역
- 2005년 《무영검》 - 건달 우두머리 흑혈방주 역 (특별출연)
- 2004년 《S 다이어리》 - 정석 역
- 2004년 《내 여자친구를 소개합니다》 - 인질범 1, 청혼자 역 (특별출연)
- 2004년 《바람의 전설》 - 제비 만수 역
- 2003년 《태극기 휘날리며》 - (반공)청년 단장 역 (우정출연)
- 2003년 《마들렌》 - 심만호 역
- 2002년 《재밌는 영화》 - 무라카미, 철가방 역
- 2001년 《달마야 놀자》 - 건달 왕구라 역
- 2001년 《흑수선》 - 김중철 역 (우정출연)
- 2001년 《선물》 - 유식 역 (우정출연)
- 2001년 《신라의 달밤》 - (우정출연)
- 2001년 《화산고》 - 장량 역
- 2000년 《나는 왜 권투 심판이 되려하는가?》 (단편영화) - 왕구 역
- 2000년 《MOB 2025》(인터넷영화)
- 2000년 《반칙왕》 - 유비호 역
- 2000년 《비천무》 - 아신 역
- 2000년 《리베라 메》 - 망치 역
- 1999년 《주유소 습격 사건》 - 철가방 역
- 1998년 《쉬리》 - 안현철 역
- 1998년 《투캅스 3》 - 커피 범죄자 역
- 1996년 《투캅스 2》 - 위병 역
- 1993년 《투캅스》 - 위병 역

### 드라마
- 2022년 tvN 《연예인 매니저로 살아남기》 - 김수로 역
- 2022년 SBS 《우리는 오늘부터》 - 최성일 역
- 2021년 JTBC 《구경이》 - 고담 역
- 2019년 tvN 《날 녹여주오》 - 유지민 역 (특별출연)
- 2018년 KBS2 《우리가 만난 기적》 - 성당의 신부 역 (특별출연)
- 2016년 SBS 《돌아와요 아저씨》 - 한기탁 역
- 2015년 tvN 《응답하라 1988》 - 매점 주인 역 (특별출연)
- 2013년 MBC 《별에서 온 그대》 - 이형욱 역 - 조선시대 강원 감사 (특별출연)
- 2012년 SBS 《신사의 품격》 - 임태산 역
- 2010년 KBS2 《공부의 신》 - 강석호 역
- 2008년 tvN 《맞짱》 - 태껸의 신 역 (카메오)
- 2007년 MBC《고맙습니다》 - 오종수의 형 역 (특별출연)

### 방송
- 2019년 KBS2 《으라차차 만수로》
- 2019년 MBC 《독립원정대의 하루, 살이》
- 2018년 JTBC 《히트맨 2 - 일본 야마가타 편》
- 2018년 MBC EVERY1 《바다경찰》
- 2018년 MBC SPORTS+ 《7전8큐 시즌2》
- 2017년 MBC 《오지의 마법사》
- 2017년 SBS 《미운 우리 새끼》 ... 스페셜 MC (2017. 12. 10.~17.)
- 2017년 KBS1 《천상의 컬렉션》
- 2016년 KBS2 《노래싸움 - 승부》
- 2016년 tvN 《드림 플레이어》
- 2015년 MBN 《전국제패》
- 2015년 TV조선 《인스턴트의 재발견! 간편밥상》
- 2015년 Mnet 《댄싱 9 시즌 3》
- 2014년 Mnet 《댄싱 9 시즌 2》
- 2013년 ~ 2014년 MBC 《우리들의 일밤 - 진짜 사나이》
- 2012년 스토리온 《김수로·김민종의 마이퀸》
- 2011년 KBS2《세 번의 만남》 - 1회 출연분
- 2010년 Mnet 《김수로의 명문대 특별반》
- 2010년 SBS E! TV 《도전 히어로》
- 2008년 ~ 2010년 SBS 《패밀리가 떴다》
- 2006년, 2007년 MBC 《무한도전》 - 26회 ~ 27회, 44회 ~ 47회 출연분
- 2024년 SBS 《덩치 서바이벌-먹찌빠》- 23회 ~ 24회 출연분

### 연극
- 2016년 《헤비메탈 걸스》
- 2016년 《유럽블로그》
- 2016년 《택시 드리벌》
- 2011년 《이기동 체육관》
- 2009년 《밑바닥에서》
- 1995년 《로미오와 줄리엣》
- 1994년 《백마강 달밤에》

### 뮤직비디오
- 2013년 임창정 - 문을 여시오
- 2004년 엠씨 더 맥스 - 행복하지 말아요
- 2002년 김범수 - 보고싶다

### 광고
- 1996년 리바이스
- 2000년 라이코스코리아
- 2000년 오리온 핫브레이크 (with 박상면, 장항선)
- 2000년 농심 사천짜장면
- 2001년 오리온 핫브레이크 (with 장혁)
- 2005년 롯데제과 포칸
- 2005년 SK브로드밴드 005 (with 최성국)
- 2005년 네이트 드라이브] (with 현영)
- 2006년 다음커뮤니케이션
- 2007년 롯데카드 (with 배철수, 한가인)
- 2008년 로그인투어
- 2008년 한국야쿠르트 [쿠퍼스
- 2009년 훌랄라치킨 (with 김종국)
- 2010년 명인제약 이가탄 (with 박미선)
- 2011년 농심 둥지냉면
- 2012년 젠리코
- 2013년 만도 풋루스 (with 김민종)
- 2014년 농림축산식품부 GAP
- 2017년 광동제약 비타500 (with 김민종, 수지)
- 2018년 KB캐피탈 KB 차차차

## 수상 및 후보
| 연도 | 시상식              | 부문                       | 작품          | 결과 |
| ---- | ------------------- | -------------------------- | ------------- | ---- |
| 2001 | 제22회 청룡영화상   | 남우조연상                 | 달마야 놀자   | 후보 |
| 2002 | 제23회 청룡영화상   | 남우조연상                 | 화산고        | 후보 |
| 2004 | 제41회 대종상       | 남우조연상                 | 바람의 전설   | 후보 |
| 2008 | SBS 연예대상        | 프로듀서 선정 TV스타상     | 패밀리가 떴다 | 수상 |
| 2010 | 제46회 백상예술대상 | TV부문 남자 최우수연기상   | 공부의 신     | 후보 |
| 2010 | KBS 연기대상        | 미니시리즈 부문 우수연기상 | 공부의 신     | 수상 |
| 2012 | SBS 연기대상        | 주말 연속극 남자 우수상    | 신사의 품격   | 수상 |
| 2013 | MBC 방송연예대상    | 남자 최우수상              | 진짜사나이    | 수상 |
| 2014 | 제3회 육군홍보대상  | 빈칸                       | 빈칸          | 수상 |
| 2014 | MBC 방송연예대상    | 우정상                     | 진짜사나이    | 수상 |
| 2017 | MBC 연예대상        | 버라이어티 부문 최우수상   | 오지의 마법사 | 후보 |

## 기타 활동

### 앨범
- 2008년 《참치 김치 이티 - 울학교 ET OST》 김수로, 장윤정
- 2013년 《유럽블로그 - OST》 김수로

### 도서
- 2014년 《서두르지 말고, 그러나 쉬지도 말고》 센추리원

### 홍보 이력
- 2005년 마음은행 에반젤리 홍보대사
- 2008년 친환경상품진흥원 친환경 홍보대사
- 2010년 FC서울 홍보대사
- 2010년 민선5기 서울시 홍보대사
- 2011년 고용노동부 프로보노 홍보대사
- 2013년 망고식스 압구정역점 일일 바리스타
- 2013년 2015 경북문경세계군인체육대회 홍보대사
- 2013년 게임인재단 문화자문위원
- 2014년 SM C&C 투어익스프레스 홍보대사
- 2014년 W-재단 공익캠페인 홍보대사
- 2019년 첼시 로버스 FC 구단주